# Na tropach Bartka
Na tropach Bartka – polski film dla dzieci z 1982 roku. Kinowa wersja serialu Kłusownik.

## Obsada aktorska
- Bogusz Bilewski – fotografik Lech Kiczyłło
- Barbara Krafftówna – pani Elżbieta, opiekunka dzieci
- Alina Janowska – Kasicka, matka Maćka
- Bronisław Pawlik – leśniczy Pietruszka
- Stanisław Niwiński – Kasicki, dyrektor stadniny, ojciec Maćka
- Wirgiliusz Gryń – stajenny Wojko
- Kazimierz Tałaj – traktorzysta Czesiek
- Andrzej Żółkiewski – rotmistrz Zbigniew Grotowski
- Robert Nawrocki – Maciek Kasicki
- Magdalena Scholl – Ewka, siostra Maćka
- Monika Alwasiak – Iga
- Roch Nofer – „Dżokej”
- Kuba Pielaciński – Kuba
- Tomasz Brzeziński – Jurek
- Jaromir Fons-Stankiewicz – Tomek
- Adam Probosz – Grześ
- Krzysztof Wiktorowicz – rybak
- Piotr Zygarski – Jacek
- Jacek Zarębski – Jaś
- Jerzy Bielecki

## Fabuła
Kilku chłopców trafia na wieś do stadniny koni. W drodze jeden z chłopców „Dżokej” nagrywa odgłos ptaków. Nagle padają strzały. Dzieci pod wodzą rotmistrza zaczynają szukać strzelca. Znajdują fotografa Lecha. Zjawia się leśniczy i usiłuje ustalić, ile strzałów padło. Nagranie potwierdza, że były dwa. Na wieść, że zaginęła łania i z obawy, że kłusownik będzie chciał złapać Bartka – przodownika stada jeleni, dzieci postanawiają przeszkodzić bandycie.